# The Cold Light of Day
The Cold Light of Day är en amerikansk-spansk långfilm från 2012 i regi av Mabrouk El Mechri, med Henry Cavill, Verónica Echegui, Bruce Willis och Sigourney Weaver i rollerna.

## Handling
Will Shaw (Henry Cavill) besöker sin familj i Spanien. Han blir hämtad på flygplatsen av sin pappa Martin (Bruce Willis). Efter lite förvecklingar upptäcker Will att hans familj kidnappats. Fadern berättar för sonen att han egentligen är en CIA-agent och att familjen antagligen kidnappats på grund av en väska han tagit. Martin kallar in sin kollega Carrack (Sigourney Weaver), som visar sig jobba med bovarna. När Martin blir ihjälskjuten är det upp till Will att få tillbaka sin familj och hämnas fadern.

## Rollista
| Henry Cavill     | – Will     |
| Verónica Echegui | – Lucia    |
| Bruce Willis     | – Martin   |
| Sigourney Weaver | – Carrack  |
| Joseph Mawle     | – Gorman   |
| Caroline Goodall | – Laurie   |
| Rafi Gavron      | – Josh     |
| Emma Hamilton    | – Dara     |
| Michael Budd     | – Esmael   |
| Roschdy Zem      | – Zahir    |
| Óscar Jaenada    | – Maximo   |
| Joe Dixon        | – Dixon    |
| Jim Piddock      | – Meckler  |
| Fermí Reixach    | – Carlos   |
| Lolo Herrero     | – Reynaldo |

## Produktion
Filmen spelades in på plats i Spanien.

## Mottagande
Filmen floppade på bio, den spelade endast in strax över $3,7 miljoner dollar i USA.
Den blev även sågad av kritikerna, av 40 insamlade recensioner på Rotten Tomatoes är endast 5% positiva. New York Times recensent Stephen Holden var inte alls förtjust i filmen och betraktade den som en katastrof till film som bara får uppmärksamhet tack vare de medverkande skådespelarna:
| ” | "The Cold Light of Day" is a catastrophe worth noting only for the presence of its name cast | „ |